# Agorafobie
Agorafobie is een psychische aandoening die in de DSM-5 gezien wordt als onderdeel van verschillende angststoornissen. De Nederlandse naam is een vertaling van het Duitse Agoraphobie. Dit begrip is afkomstig uit het Grieks: ἀγορά (agorá) betekent markt en φόβος (phóbos) betekent angst of vrees. In het Nederlands wordt ook wel de naam pleinvrees of ruimtevrees gebruikt wanneer men doelt op angst voor open ruimten. Daarnaast wordt ook nog het begrip straatvrees of kenofobie gebruikt.
Algemeen gesteld is agorafobie de angst om een vertrouwde en veilige omgeving te verlaten. Dit kan de vorm aannemen van angst voor open ruimten, pleinen of straten, situaties waarin veel mensen bij elkaar komen of de angst in verlegenheid gebracht te worden of niet 'terug te kunnen keren'. Ook reizen (bijvoorbeeld met trein, bus of auto) kan deze angst veroorzaken. De betrokkene vreest of vermijdt deze situaties vanwege het gevoel dat ontsnappen moeilijk zal zijn of dat hulp niet beschikbaar is wanneer zich panieksymptomen of andere machteloos makende of gênante symptomen voordoen.
De aandoening kan in verschillende gradaties voorkomen. In lichte gevallen voelt de persoon wel onrust, maar is in staat zich in openbare gelegenheden te begeven. Zijn sociale contacten zijn verder normaal. In ernstige gevallen trekt de persoon zich terug op een plaats die hij als vertrouwd of veilig beschouwt en mijdt zo veel mogelijk het contact met anderen. Dit kan soms jaren duren en leiden tot een ernstig sociaal isolement. Uiteraard zijn ook allerlei tussenvormen mogelijk.
Als er sprake is van paniekaanvallen, kan agorafobie ook een beeld hebben dat behoort tot andere stoornissen, of een soortgelijke stoornis. De stoornis wordt dan gezien als een anticipatieangst, een angst voor het hebben van angst. Het zijn in dat geval niet zozeer de open ruimten of groepen mensen die de persoon angst inboezemen, maar de verwachting om een paniekaanval te krijgen. Deze angst leidt op zijn beurt weer tot het vermijden van situaties waarin de persoon denkt in paniek te zullen raken.
Agorafobie wordt vaak gezien als de tegenhanger van claustrofobie (angst voor afgesloten ruimten), maar dit is misschien wat te eenvoudig voorgesteld. In een trein kunnen agorafobie en claustrofobie bijvoorbeeld dezelfde onrust of angstsymptomen veroorzaken, althans in de waarneming van de omstanders. In het eerste geval bestaat echter de angst om de vertrouwde omgeving te verlaten, in het tweede geval de angst om in de trein opgesloten te raken.
De DSM-5 beschouwt agorafobie alleen als zelfstandige stoornis als er geen sprake is van sterke paniekaanvallen (agorafobie zonder anamnese van paniekstoornis), maar deelt deze in bij de paniekstoornis met agorafobie als dit wel het geval is. In dit kader stelt het handboek de volgende criteria voor de zelfstandige stoornis:
- A. De aanwezigheid van agorafobie in relatie met de angst om paniekachtige symptomen te ontwikkelen (bijvoorbeeld duizeligheid of diarree).
- B. Er zijn geen criteria voor de paniekstoornis aanwezig.
- C. De stoornis is geen direct gevolg van de inname van een substantie (bijvoorbeeld drugs, geneesmiddelen) of een somatische aandoening.
- D. In het geval van een somatische aandoening is de angst zoals beschreven in criterium A duidelijk ernstiger dan normaal bij de somatische aandoening.

Als er wel sprake is van paniek, gelden de volgende criteria:
- A. Angst voor plaatsen of situaties waaruit ontsnappen moeilijk of gênant is of waarin geen hulp beschikbaar is als er een paniekaanval of paniekachtige symptomen optreden. Tot de agorafobische angsten behoren kenmerkende situaties, waaronder alleen uit huis zijn, zich in een mensenmassa bevinden, in een wachtrij staan, op een brug staan of reizen in een bus, trein of auto. N.B: als het vermijdende gedrag zich beperkt tot één of slechts enkele situaties, moet de diagnose van een specifieke fobie worden overwogen. Als het vermijdende gedrag zich beperkt tot sociale situaties, kan er sprake zijn van een sociale fobie.
- B. De persoon vermijdt de situaties (reizen wordt bijvoorbeeld beperkt), er is sprake van duidelijke stress of angst voor een paniekaanval of paniekachtige symptomen, of de persoon wil een begeleider hebben.
- C. De angst of het fobisch gedrag is niet te verklaren als uiting van een andere psychische aandoening, bijvoorbeeld de sociale fobie (bijvoorbeeld vermijding van sociale contacten uit angst in verlegenheid gebracht te worden), specifieke fobie (bijvoorbeeld vermijding van specifieke situaties zoals een lift), obsessief-compulsieve stoornis (bijvoorbeeld vermijding van vuil door iemand met smetvrees), posttraumatische stressstoornis (bijvoorbeeld vermijding van prikkels die gekoppeld zijn aan een sterke stressfactor) of verlatingsangst (bijvoorbeeld vermijding om huis of familie te verlaten).